# Pyrgoides
Pyrgoides es un género de foraminífero bentónico considerado un sinónimo posterior de Pyrgo de la subfamilia Miliolinellinae, de la familia Hauerinidae, de la superfamilia Milioloidea, del suborden Miliolina y del orden Miliolida. Su especie tipo era Biloculina ringens var. denticulata. Su rango cronoestratigráfico abarcaba el Holoceno.

## Clasificación
Pyrgoides incluye a las siguientes especies:
- Pyrgoides striolatus
- Pyrgoides denticulatus, aceptado como Pyrgo denticulata